# Tasha Smith
Tasha Smith Douglas (Camden, Nueva Jersey, 28 de febrero de 1971) es una actriz, comediante y modelo estadounidense. Ha aparecido en numerosas películas y programas de televisión, sobre todo como Angela Williams en las películas de Tyler Perry Why Did I Get Married? en 2007, Why Did I Get Married Too? en 2010, y en la serie de televisión basada en las películas For Better or Worse desde 2011. 

## Carrera
Smith hizo su debut en la pantalla con un pequeño papel en la película de 1994 Twin Sitters. De 1996 a 1997 actuó en la comedia de NBC, Boston Common. Más tarde fue elegida en otra comedia junto a Tom Arnold, The Tom Show para The WB. En 2000, estuvo apoyando el papel en la miniserie de HBO The Corner en el cual interpretó a una drogadicta. En el 2000, Smith ha realizado apariciones especiales en The Parkers, Sin rastro, Nip/Tuck y Girlfriends. Ha realizado numerosas interpretaciones de apoyo en películas como Playas Ball (2003), The Whole Ten Yards (2004) y ATL (2006). 
Smith ha interpretado papeles en múltiples proyectos de Tyler Perry. En 2007 apareció como la principal antagonista en la película de comedia romántica Daddy's Little Girls. Ha interpretado el papel de Angela Williams en Why Did I Get Married? (2007) y la secuela Why Did I Get Married Too? (2010). Más tarde interpretaría el mismo papel en la serie de comedia basada en película, Tyler Perry's For Better or Worse.